# Bray-en-Val
Bray-en-Val foi uma comuna francesa na região administrativa do Centro, no departamento Loiret. Estendia-se por uma área de 22,55 km². Em 2010 a comuna tinha 1 768 habitantes (densidade: 78,4 hab./km²).
Em 1 de janeiro de 2017, passou a fazer parte da nova comuna de Bray-Saint-Aignan.